# Pardosa injucunda
Pardosa injucunda är en spindelart som först beskrevs av O. Pickard-Cambridge 1876.  Pardosa injucunda ingår i släktet Pardosa och familjen vargspindlar. Inga underarter finns listade i Catalogue of Life.